# 澳洲大口塘鳢属
澳洲大口塘鳢属为鰕虎鱼目鰕虎鱼亚目塘鱧科下的一个属。该属传统上被归类为塘鳢科，但研究表明，它们与马达加斯加的盲塘鳢属一起代表了一个独特且相距甚远的谱系，因此有些人将它们移至独立的澳洲大口塘鳢科。

## 下属物种
- 短頭澳洲大口塘鱧（Milyeringa justitia）
- 澳洲大口塘鱧（Milyeringa veritas）

## 扩展阅读
- 維基物種上的相關：澳洲大口塘鱧属
- WoRMS数据：http://www.marinespecies.org/aphia.php?p=taxdetails&id=269885 （页面存档备份，存于）